# Alciopina parassitica.
Alciopina parassitica. är en ringmaskart som beskrevs av Jean Louis René Antoine Édouard Claparède och Panceri 1867. Alciopina parassitica. ingår i släktet Alciopina och familjen Alciopidae. Inga underarter finns listade i Catalogue of Life.